# Altenhof (Hückeswagen)
Altenhof ist eine Hofschaft in Hückeswagen im Oberbergischen Kreis im Regierungsbezirk Köln in Nordrhein-Westfalen (Deutschland).

## Lage und Beschreibung
Altenhof liegt im westlichen Hückeswagen. Nachbarorte sind Grünenthal, Wegerhof, Großenscheidt, Kleinenscheidt, Schneppenthal, Westhoferhöhe und Westhofen.
Die Hofschaft ist über eine Verbindungsstraße erreichbar, die nahe Kleinenscheidt von der Kreisstraße K5 abzweigt und zum historischen Ortskern Hückeswagens führt.  Bei Altenhof entspringt der Sohlbach, über den Berbecker Bach ein Zufluss der Wupper.

## Geschichte
1749 wurde der Ort das erste Mal urkundlich erwähnt. Die Schreibweise der Erstnennung war Altenhof.
Im 18. Jahrhundert gehörte der Ort zum  bergischen Amt Bornefeld-Hückeswagen. 1815/16 lebten 24 Einwohner im Ort. 1832 gehörte Altenhof der Großen Honschaft an, die ein Teil der Hückeswagener Außenbürgerschaft innerhalb der Bürgermeisterei Hückeswagen war. Der laut der Statistik und Topographie des Regierungsbezirks Düsseldorf als Weiler kategorisierte Ort besaß zu dieser Zeit ein Wohnhaus und zwei landwirtschaftliche Gebäude. Zu dieser Zeit lebten 18 Einwohner im Ort, 16 katholischen und zwei evangelischen Glaubens.
Im Gemeindelexikon für die Provinz Rheinland werden für 1885 zwei Wohnhäuser mit 15 Einwohnern angegeben. Der Ort gehörte zu dieser Zeit zur Landgemeinde Neuhückeswagen innerhalb des Kreises Lennep. 1895 besitzt der Ort zwei Wohnhäuser mit zehn Einwohnern, 1905 ein Wohnhaus und sechs Einwohner.

## Wander- und Radwege
Wanderwege Bergische Panoramasteig und Wasserquintett tangieren den Ort im Nordwesten.